# Brandschutzbedarfsplan
Städte und Gemeinden in Deutschland haben eine an einer Bedarfs- und Entwicklungsplanung orientierte Feuerwehr aufzustellen. Die meisten Landesfeuerwehrgesetze schreiben die Erstellung eines Brandschutzbedarfsplans, Feuerwehrbedarfsplans oder Gefahrenabwehrbedarfsplans explizit vor. Auf der Grundlage der örtlichen Gefahren wird das zur Gefahrenabwehr benötigte Potenzial an Feuerwehr ermittelt, um nach einer Feststellung der aktuellen Ist-Struktur die zum Erreichen des tatsächlichen Bedarfs notwendigen Maßnahmen einleiten zu können. Der Feuerwehrbedarfsplan gilt als Planungsinstrument für Politik und Verwaltung und ist in regelmäßigen Abständen (meistens 5 Jahre) fortzuschreiben.
Auch für Werkfeuerwehren werden regelmäßig Brandschutzbedarfspläne erstellt.

## Definition
Für den örtlichen Brandschutz und die Allgemeine Hilfe sind die Städte und Gemeinden zuständig. Sie haben eine den örtlichen Gegebenheiten angemessene kommunale Feuerwehr zu unterhalten. Mithilfe eines Brandschutzbedarfsplans werden sowohl der Umfang als auch die räumliche Verteilung von feuerwehrtechnischen Einsatzmitteln sowie die Mindestzahl an verfügbaren Einsatzkräften in der Gebietskörperschaft festgelegt. Teil der Brandschutzbedarfsplanung ist auch die Festlegung eines in der jeweiligen Stadt oder Gemeinde gültigen und einzuhaltenden Schutzziels.

## Vorgehensweise bei der Brandschutzbedarfsplanung
Der Brandschutzbedarfsplan einer Kommune wird in der Regel von Feuerwehr und Verwaltung erstellt und anschließend vom Gemeinderat beschlossen. Bei mittleren bis großen Städten und Gemeinden geschieht dies oft unter Mitwirken eines externen Beraters oder Ingenieurbüros.
Im Rahmen der Brandschutzbedarfsplanung wird meist eine Gefahren- oder Risikoanalyse für das Gebiet erstellt, in dem der Bedarfsplan seine Gültigkeit hat. Sie liefert gemeinsam mit den topografischen und siedlungsstrukturellen Gegebenheiten die Grundlage für eine angemessene Dimensionierung der Feuerwehr. Berücksichtigt werden sowohl die Einsatzmittel und -kräfte als auch Anzahl und Lage der Feuerwehrstandorte im Gebiet. Die Erreichbarkeit des Gemeindegebietes durch die Feuerwehr kann anhand von Realbefahrungen unter Einsatzbedingungen (mit Sondersignal) oder Isochronenkartierungen ermittelt werden.
Dem Soll-Gefahrenabwehrpotenzial wird das vorhandene Ist-Gefahrenabwehrpotenzial gegenübergestellt um eventuelle Defizite herauszufinden und diese durch gezielte Maßnahmen zu beheben. In der Regel resultieren daraus Ersatzbeschaffungen von Einsatzmitteln, Anpassungen im Personal- bzw. Mitgliederbestand, Erneuerung und Erweiterung von Einrichtungen der Feuerwehr aber auch Neugründung und Schließungen von Feuerwehrstandorten.
Im Rahmen der Brandschutzbedarfsplanung wird in der Regel auch ein Schutzziel für die Gebietskörperschaft definiert. Darin wird festgelegt mit wievielen Kräften und innerhalb welcher Hilfsfrist die Feuerwehr an der Einsatzstelle eintreffen soll. Der Erreichungsgrad des Schutzziels gibt einen Hinweis zur Leistungsfähigkeit einer örtlichen Feuerwehr. Von der Arbeitsgemeinschaft der Leiter der Berufsfeuerwehren (AGBF) wurde ein Schutzziel für deutsche Großstädte erarbeitet, das mittlerweile als anerkannte Regel der Technik angesehen wird.

## Schutzziele in der Brandschutzbedarfsplanung
Am 16. September 1998 wurde von der Arbeitsgemeinschaft der Leiter der Berufsfeuerwehren (AGBF) erstmals ein Schutzziel für deutsche Städte veröffentlicht. Ziel war die Festlegung eines einzuhaltenden Sicherheitsniveaus, dass zudem eine Überprüfung der Leistungsfähigkeit von Feuerwehren ermöglichen sollte. Als standardisiertes Schadensereignis wurde der kritische Wohnungsbrand angenommen, bei dem aufgrund eines Brandereignisses im Obergeschoss eines mehrgeschossigen Gebäudes, eine Menschenrettung durch die Feuerwehr erforderlich ist. Zur Überprüfung der Leistungsfähigkeit werden die folgenden Qualitätskriterien vorgegeben:
1. Hilfsfrist (Eintreffzeit)
2. Funktionsstärke (Zahl der Einsatzkräfte)
3. Erreichungsgrad

Die Hilfsfrist stellt den Zeitraum dar, nach dem die Feuerwehr an der Einsatzstelle eintreffen soll. Diese ergibt sich aus der Verweildauer, die ein Mensch im Brandrauch überleben kann. Die Zahl der benötigten Einsatzkräfte an der Einsatzstelle (Funktionsstärke) ergibt sich aus der Feuerwehrdienstvorschrift, in der die zur Bildung bestimmter taktischer Feuerwehreinheiten erforderliche Mindestkräftezahl festgelegt ist. Der Erreichungsgrad ist der prozentuale Anteil an Einsätzen, bei der die Qualitätskriterien Hilfsfrist und Funktionsstärke eingehalten werden. Dieser Wert ist eine rein politische Größe und gibt das eigentliche Sicherheitsniveau an.

## Die Situation in ausgewählten Ländern
Es gibt unterschiedliche Herangehens- und Verfahrensweisen in den verschiedenen Bundesländern. Der Deutsche Städtetag empfiehlt die Handreichung zur Brandschutzbedarfsplanung für kommunale Entscheidungsträger des Landes NRW. Die Städte und Gemeinden sind jedoch nicht grundsätzlich an ein bestimmtes Muster gebunden.

### Bayern
Von der Staatlichen Feuerwehrschule in Bayern wurde ein Merkblatt zur Feuerwehrbedarfsplanung herausgegeben.

### Brandenburg
Es gibt für die Städte und Gemeinden im Land Brandenburg Hinweise und Empfehlungen zur Durchführung einer Gefahren- und Risikoanalyse und Erstellung eines Gefahrenabwehrbedarfsplanes, die von der Landesschule und Technische Einrichtung für Brand- und Katastrophenschutz veröffentlicht wurden.

### Hessen
Das bereits im Dezember 2002 vom Nassauischen Feuerwehrverband erarbeitete und vom Landesfeuerwehrverband Hessen übernommene Konzept für die Erstellung des im Land Hessen gesetzlich geforderten Bedarfs- und Entwicklungsplans wurde von den Spitzenverbänden der hessischen Kommunen einhellig begrüßt. Diese nun von allen Seiten anerkannte Ausarbeitung wurde über die Kreisfeuerwehrverbände den im nassauischen Verbandsgebiet bestehenden 141 Städten und Gemeinden in Form einer CD-ROM übergeben.

### Nordrhein-Westfalen
Für die Städte und Gemeinden im Land Nordrhein-Westfalen wurden vom Landesfeuerwehrverband NRW (VdF), dem Städte- und Gemeindebund Nordrhein-Westfalen sowie dem Ministerium für Inneres und Kommunales des Landes NRW verschiedene Empfehlungen und Handreichungen zur Bedarfsplanung ausgearbeitet.

### Schleswig-Holstein
Im Land Schleswig-Holstein können alle für die Bedarfsplanung relevanten Informationen auf einer Internetseite der Landesfeuerwehrschule Schleswig-Holstein eingegeben werden, um das notwendige Gefahrenabwehrpotenzial zu ermitteln. Die Gefahren in einer Gemeinde ergeben einen Punktwert, dem ein gleich hoher Punktwert an Einsatzmitteln gegenübergestellt werden soll.